# Hoher Dachstein
L'Hoher Dachstein è una montagna austriaca di tipo carsico; con i suoi 2 995 metri s.l.m. è la più alta vetta delle Alpi calcaree settentrionali. Si trova al confine fra l'Alta Austria e la Stiria al centro dell'Austria, ed è il punto più alto per ognuno di questi due länder. Parti del massiccio fanno parte del Land Salisburghese e questo fa sì che la montagna sia chiamata "Drei-Länder-Berg", ovvero "la Montagna dei Tre Länder". Nel 1997 il massiccio del Dachstein è stato inserito, insieme con Hallstatt e il Salzkammergut, nell'elenco dei Patrimoni dell'umanità dell'UNESCO.

## Caratteristiche
Il massiccio del Dachstein copre un'area di circa 20x30 chilometri, con decine di vette che superano i 2 500 metri di altezza; le più alte si trovano nelle zone meridionali e sud-occidentali del massiccio. Visto da nord, l'Hoher Dachstein è dominato da ghiacciai con le cime rocciose che spuntano oltre di essi. Per contrasto, a sud la montagna scende quasi verticalmente verso il fondovalle.
La geologia del massiccio è dominata dal cosiddetto Dachstein-Kalk, il calcare del Dachstein, originatosi nel triassico. Come succede in altre zone carsiche, anche il Dachstein è permeato di un ricco sistema di grotte, che comprende anche alcune fra le più grandi grotte austriache, come la Mammuthhöhle e la Hirlatzhöhle. Il massiccio è famoso per i suoi fossili, come il megalodonte; la Linzer Weg conduce in zone ricche di tali fossili, cui ci si riferisce col nome di Kuhtritte, letteralmente "impronte di animali".
I ghiacciai non sono comuni nelle Alpi Calcaree Settentrionali, e quelli del Dachstein (il "Ghiacciaio di Hallstatt", il "Grande Ghiacciaio di Gosau" e il "Ghiacciaio di Schladming") sono i più grandi, i più settentrionali e i più orientali di tutta la catena delle Alpi. Esistono anche ghiacciai più piccoli, come il "Piccolo ghiacciaio di Gosau" e il "Schneelochgletscher", il Ghiacciaio del Buco nella Neve. Questi ghiacciai, come ovunque nel mondo, si stanno ritirando rapidamente, e potrebbero scomparire entro 80 anni. Il Ghiacciaio di Hallstatt si è ritirato di 20 metri nel solo 2003.
La vetta venne raggiunta per la prima volta dall'alpinista Peter Gappmayr nel 1832, passando per il Ghiacciaio di Gosau, dopo un tentativo fallito di Carlo d'Asburgo-Teschen lungo la via del Ghiacciaio di Hallstatt. Entro i due anni successivi la conquista di Gappmayr venne eretta una croce in legno sulla sommità della montagna. Il primo a raggiungere la vetta in inverno fu Friedrich Simony, il 14 gennaio 1847. La parte sud della montagna, la più difficile e ripida, venne scalata la prima volta dai fratelli Irg e Franz Steiner il 22 settembre del 1909. Il 3 ottobre 1913 muore precipitando dallo spigolo nord l'alpinista Paul Preuss, divenuto noto per la sua filosofia controtendente il pensiero alpinistico dell'epoca sull'utilizzo di mezzi artificiali durante le scalate delle montagne.

## Ascensione alla vetta
Essendo il punto più elevato di due diversi stati dell'Austria la vetta è una meta popolare, sia in estate che in inverno. Col bel tempo possono esserci più di 100 alpinisti che tentano l'ascesa, congestionando di conseguenza i punti chiave della salita.
Le vie più conosciute sono:
- Schulter-Anstieg: Simony Hütte - ghiacciaio Hallstatt - Dachsteinwarte - versante est
- Randkluft-Anstieg: Simony Hütte - ghiacciaio Hallstatt - versante nord-est
- versante ovest: Adamekhütte - ghiacciaio Gosau - Obere Windluke - versante ovest

Queste vie richiedono un equipaggiamento alpinistico di base per l'attraversamento dei ghiacciai, e una certa pratica nell'arrampicata.
Le vie di ascesa più interessanti si trovano sul versante sud; le più famose sono la Steinerweg, di V grado, e la Pichlweg, di IV grado.

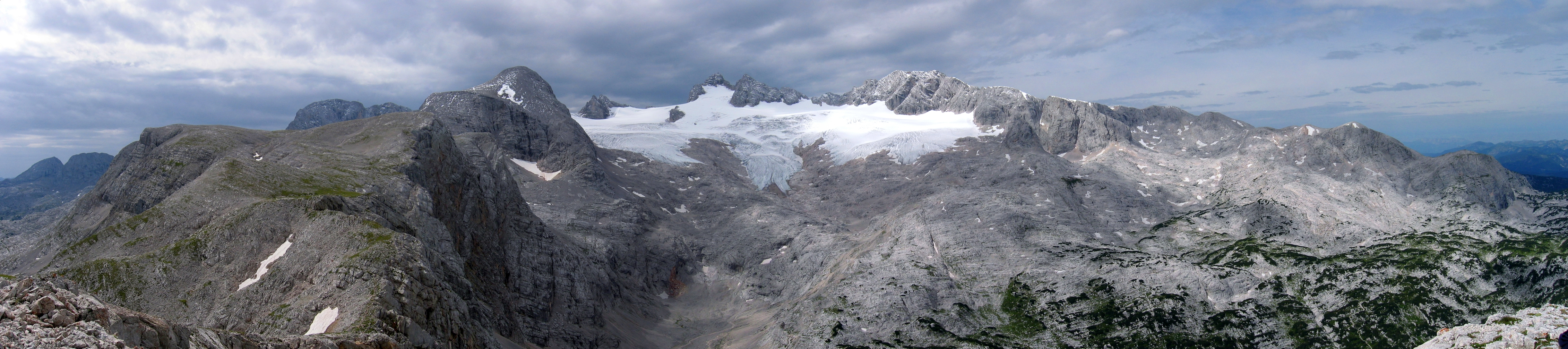
Panorama del massiccio di Dachstein